# Berliner Rechtshilfefonds Jugendhilfe
Der Berliner Rechtshilfefonds Jugendhilfe (BRJ) e. V. ist ein gemeinnütziger Verein mit Sitz in Berlin-Kreuzberg. Bundesweit gilt der BRJ als erste unabhängige Ombudsstelle in der Kinder- und Jugendhilfe für junge Menschen und Familien. Er setzt sich offensiv ein für bedarfsgerechte und gesetzmäßige Jugendhilfe-Leistungen. Der BRJ ist Mitglied beim Bundesnetzwerk Ombudschaft in der Kinder- und Jugendhilfe.

## Motive, Ansätze und Ziele
Der Verein wurde im Juni 2002 auf Initiative von Ulrike Urban und als Reaktion auf die drastisch zunehmenden Sparmaßnahmen im Jugendhilfebereich seit Mitte der 1990er Jahre gegründet. Zuvor waren entsprechende Diskussionen u. a. im Landesarbeitskreis Jugendberatung und Wohnen Berlin geführt worden. Der BRJ ist ein unabhängiger Zusammenschluss engagierter Fachkräfte der Berliner Jugendhilfe. Die Mitglieder bilden ein Bündnis aus Fachkräften der psychosozialen Arbeit, Juristen sowie unterstützenden Privatpersonen. Sie wenden sich gegen fragwürdiges und rechtswidriges Verwaltungshandeln in der Jugendhilfe und verstehen sich als Lobby für junge Menschen und deren Familien mit begründetem, aber unerfülltem Bedarf vor allem im Bereich der § 34 und § 41 der Hilfen zur Erziehung im SGB VIII; die dortigen Angebote und Leistungen – auch im Feld Jugendsozialarbeit gemäß § 13 – werden aus der Sicht des Vereins verdeckt oder offen aus Kostengründen den Leistungsberechtigten Eltern bzw. Heranwachsenden abschlägig beschieden. Ein Projekt „Auszugsberatung für junge Volljährige“ flankierte die Tätigkeit.
Die Berater (telefonisch und persönlich) im BRJ arbeiten in erster Linie ehrenamtlich und sind unabhängig von öffentlichen Förderungen. Die Finanzierung erfolgt über Mitgliedsbeiträge und Spenden. Zurzeit werden zwei halbe Stellen befristet über die Aktion Mensch finanziert.
Die Arbeit ruht auf den drei Säulen Beratung und Begleitung für Betroffene, Öffentlichkeitsarbeit und Fortbildung. Fortbildungsthemen waren z. B.:
- Rechtsansprüche im Jugendrecht
- Antrags-, Widerspruchs- und Klageverfahren (Verwaltungsgerichte und Familiengerichte)
- Handlungsmöglichkeiten freier Träger angesichts öffentlicher Sparpolitik
- individuelle Hilfeplanung nach § 36 SGB VIII
- zu den Schnittstellen des Sozialgesetzbuchs Zweites, Achtes und Zwölftes Buch,
- Ansprüche gem. § 35a/psychische Behinderungen bei Minderjährigen im SGB VIII.

Der Verein ist ein anerkannter Freier Träger der Jugendhilfe. Seit August 2008 unterstützt der Verein Initiativen im gesamten Bundesgebiet, die im Sinn von Ombudschaft in der Jugendhilfe tätig sein wollen und fungiert als Netzwerkstelle. Der BRJ hat Fachartikel und Broschüren veröffentlicht.

## Anlauf- und Beratungsstelle
Beratungstermine erhalten betroffene Anspruchsberechtigte, Kinder, Jugendliche und Heranwachsende sowie (wenn durch Betroffene beauftragt) deren Personen des Vertrauens  telefonisch oder persönlich.

## Vorstand und Beirat
Im 5-köpfigen Vorstand arbeitet u. a. Peter Schruth.
Im Beirat befinden sich Johannes Münder, Richard Münchmeier, Heike Schmid-Oberkirchner, Norbert Struck, Reinhard Wiesner und Manfred Kappeler.

## Auszeichnungen
- 2006  Hermine-Albers-Preis (Anerkennung) der Arbeitsgemeinschaft für Kinder- und Jugendhilfe (AGJ)
- 2008: Best practice Schutzbengel-Award[3]